# مارکوس هولمگرن پدرسن
مارکوس هولمگرن پدرسن (نروژی: Marcus Holmgren Pedersen؛ زادهٔ ۱۶ ژوئیهٔ ۲۰۰۰) بازیکن فوتبال اهل نروژ است.

## باشگاهی
از باشگاه‌هایی که در آن بازی کرده‌است می‌توان به باشگاه فوتبال ترومسو اشاره کرد.

## تیم ملی
وی همچنین در تیم‌های ملی فوتبال زیر ۱۹ سال نروژ، زیر ۲۱ سال نروژ و نروژ بازی کرده‌است.